# Cuisine britannique
La cuisine britannique est la cuisine typique du Royaume-Uni et de certains pays du Commonwealth, et l'ensemble de leurs traditions et pratiques culinaires. Historiquement, la cuisine britannique peut être résumée de la sorte : « Des plats simples faits avec des ingrédients locaux de qualité, assortis avec des sauces simples pour accentuer la saveur, plutôt que la masquer. »
La cuisine britannique a bénéficié de l'influence culturelle de ceux qui se sont établis en Grande-Bretagne, issus du Commonwealth, produisant des plats hybrides, tels que le poulet tikka masala anglo-indien, proclamé « véritable plat national des Anglais ».
Souvent vue comme « lourde et dénuée d'imagination », la cuisine britannique a longtemps été limitée au petit déjeuner complet et au dîner de Noël dans son identification internationale.
Cependant, l'agriculture celtique et l'élevage ont produit un large éventail de produits alimentaires pour les natifs celtes et britanniques. L'Angleterre anglo-saxonne a développé la cuisson à l'étouffée de la viande et d'herbes aromatiques avant que la pratique ne devienne commune en Europe.
La conquête normande a introduit les épices exotiques en Grande-Bretagne au Moyen Âge. L'Empire britannique a facilité une connaissance de la tradition culinaire indienne des « épices et herbes fortes et pénétrantes ».
On dit que la politique de rationnement de la nourriture mise en place par le gouvernement britannique au cours des périodes de guerre du XXe siècle a contribué à la piètre réputation de la cuisine britannique à l'international. Les plats britanniques incluent le fish and chips, le Sunday roast (rôti du dimanche), et les bangers and mash (sortes de saucisses servies avec de la purée, des oignons et du jus).
La cuisine britannique a plusieurs déclinaisons nationales et régionales, comme la cuisine anglaise,  la cuisine écossaise et la cuisine galloise, qui ont chacune développé leurs propres plats régionaux ou locaux, dont la majorité sont géographiquement identifiés, comme le fromage du Cheshire, le Yorkshire pudding, le welsh rarebit et l’arbroath smokie (type d'aiglefin fumé).

## Variétés
La cuisine britannique est traditionnellement composée de l'ensemble des cuisines suivantes :
- cuisine anglaise ;
- cuisine écossaise ;
- cuisine galloise ;
- cuisine anglo-indienne.

### Cuisine anglaise
La cuisine anglaise est conditionnée par le climat, la géographie de l'île et son histoire. Son histoire inclut de nombreuses interactions avec d'autres pays européens et l'importation d'ingrédients et d'idées en provenance notamment d'Amérique du Nord, de Chine et d'Inde, à l'époque de l'Empire britannique et de l'immigration d'après-guerre.

### Cuisine écossaise
La cuisine écossaise est l'ensemble des traditions et des pratiques culinaires provenant d'Écosse. Elle partage beaucoup avec la cuisine britannique mais a ses propres attributs et recettes distinctifs. Les plats écossais traditionnels tels que le haggis cohabitent avec des produits alimentaires internationaux amenés par l'immigration. En plus des produits alimentaires, l'Écosse produit des variétés de whiskys écossais.

### Cuisine galloise
La cuisine galloise a influencé et fut influencée par les autres cuisines britanniques. Bien que du bœuf et des cheptels laitiers soient élevés en grand nombre particulièrement dans le Carmarthenshire et le Pembrokeshire, le pays de Galles est plus connu pour ses moutons et l'agneau est ainsi la viande traditionnellement liée à la cuisine galloise.

## Cuisine britannique moderne
La cuisine moderne (ou nouvelle cuisine) britannique est un style de cuisine qui a émergé vers la fin des années 1970 et qui est devenue de plus en plus populaire depuis.
Elle emploie des ingrédients locaux de haute qualité, les prépare en combinant des recettes britanniques traditionnelles avec les innovations modernes et incorpore notamment des principes du mouvement Slow Food.
Ce n'est pas un mouvement nostalgique, bien qu'il y ait une volonté de réintroduire des recettes du pré-XXe siècle. Des ingrédients non natifs des îles, en particulier des herbes et des épices, sont fréquemment ajoutés aux plats traditionnels (faisant écho, peut-être involontairement à la nature fortement épicée de la nourriture britannique dans l'ère médiévale).
Une grande partie de la cuisine moderne britannique prend fortement influence de la cuisine méditerranéenne et, plus récemment, dans la cuisine du Moyen-Orient, et d'Asie du Sud et de l'Est. L'influence de la cuisine scandinave et d'Europe centrale est moins prononcée.
La cuisine britannique moderne a émergé comme réponse à la réputation de qualité inférieure de la cuisine britannique après la Seconde Guerre mondiale et à la popularité de la cuisine étrangère en Grande-Bretagne dans les décennies qui ont suivi. Ce type de cuisine a été tout d'abord influencé et popularisé par des personnalités de télévision telles que Fanny Cradock, Delia Smith, Gordon Ramsay, Nigella Lawson et Jamie Oliver. Le Food Programme, produit par Radio 4 de la BBC a constitué une influence importante.

## Histoire
À l'époque victorienne, plusieurs recettes sont écrites ou compilées par Isabella Beeton.

### Dates d'introduction de divers produits alimentaires et méthodes en Grande-Bretagne

#### Préhistoire
- Pain de graines mélangées : environ 3700 av. J.-C.
- Avoine : environ 1000 av. J.-C.
- Blé : environ 500 av. J.-C.
- Lapin : fin de l'Âge du fer/début de l'ère romaine

#### Ère romaine
- Asperge
- Céleri
- Ciboulette
- Concombre
- Coriandre
- Faisan
- Marjolaine
- Menthe verte
- Navet
- Oignon
- Panais
- Pois
- Pomme
- Romarin
- Vin

#### Du Moyen Âge à la découverte des nouveaux mondes (410-1492)

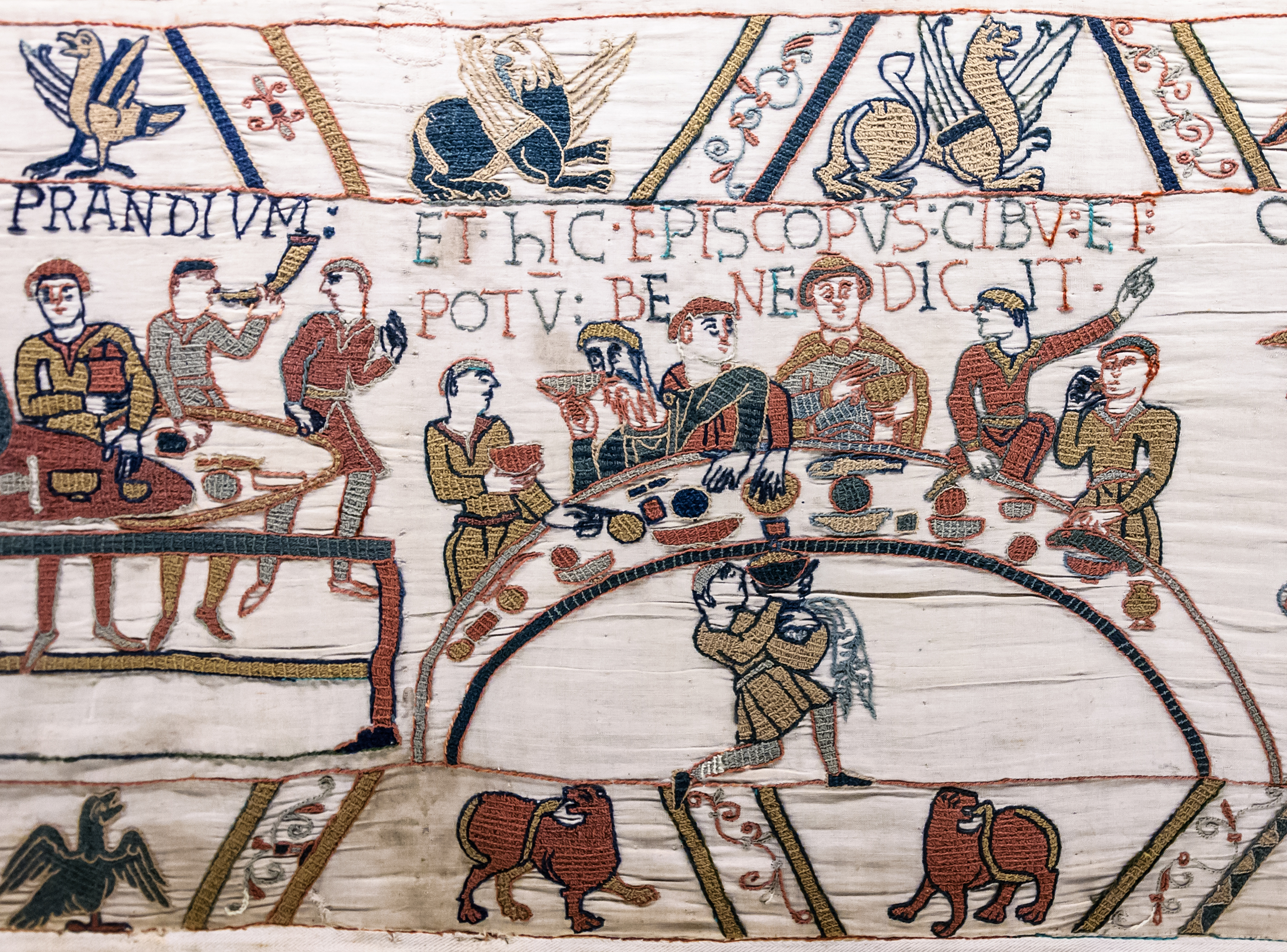
Le banquet de Guillaume le Conquérant, détail de la Tapisserie de Bayeux (XIe siècle). La conquête normande a introduit des nouveautés dans la cuisine britannique médiévale.

- Hareng : IXe siècle (en provenance du Danemark ou de Norvège)
- Pain de seigle : ère viking, environ en l'an 500
- Pêche (importée)
- Orange : 1290
- Canne à sucre : XIVe siècle
- Carotte : XVe siècle

#### De 1492 à 1914
- Dinde : 1524
- Poivre de Cayenne, persil : 1548
- Sucre raffiné : années 1540
- Citron : 1577 (première culture enregistrée)
- Pêche (cultivée) : XVIe siècle
- Pomme de terre : 1586
- Raifort : XVIe siècle
- Thé : 1610 ou plus tard
- Banane (des Bermudes) : 1633
- Café : 1650
- Chocolat : années 1650
- Brocoli : avant 1724
- Tomate (comme nourriture) : années 1750
- Sandwich : adopte son nom au XVIIIe siècle
- curry : 1809 (premier restaurant indien)
- Rhubarbe (comme nourriture) : début des années 1800
- Repas à trois plats : environ 1850 (développé à partir du service à la russe)
- Fish and chips : 1858 ou 1863
- Marmite : 1902
- Crème glacée : 1913

#### Après 1914
- Betterave à sucre : 1914-1918
- Pain coupé : 1930
- Restaurant chinois : 1950 (le premier ouvrit à Soho)